# Gobernación de Kafr el Sheij
Kafr el Sheij (en idioma árabe: كفر الشيخ) es una de las 29 gobernaciones de la República Árabe de Egipto. Ésta se localiza en el norte del país, a lo largo de la rama occidental del río Nilo. Su capital es la ciudad de Kafr el Sheij.
Anteriormente formaba parte de la Gobernación de Gharbia. Entre sus indústrias se destacan las procesadoras de algodón, la de arroz y la pesquera, esta última se ve favorecida por la estratégica ubicación de la gobernación, en las costas del mar Mediterráneo.

## Distritos con población estimada en julio de 2017
- Al-Burulus 236,095
- Al-Ḥāmūl 290,628
- Ar-Riyād 186,960
- Biyalā 217,398
- Disūq 412,682
- Fuwah 179,800
- Kafr ash-Shaykh 448,532
- Metoubes 303,537
- Qallīn 266,195
- Sīdī Sālim 439,536

## Educación
La Gobernación de Kafr el Sheij es poseedora de prestigiosos colegios. Además posee una universidad que dispone de las siguientes facultades:
- Facultad de Comercio
- Facultad de Ingeniería
- Facultad de Agricultura
- Facultad de Veterinaria
- Facultad de Artes

## Territorio y demografía
Posee una extensión de territorio que abarca una superficie de 3.437 kilómetros cuadrados. La gobernación de Kafr el Sheij alberga a una población de 2.618.111 habitantes (según cifras otorgadas del censo llevado a cabo el 11 de noviembre de 2006). La densidad poblacional de esta gobernación es de 762 habitantes por cada kilómetro cuadrado.